# Antonio Carlos de Oettingen-Wallernstein
Joseph Anton Carl von Oettingen-Wallerstein (en alemán: Joseph Anton Carl von Oettingen-Wallerstein ; * 28 de junio de 1679 en Wallerstein ; † 14 de abril de 1738 en Viena ) fue conde de Oettingen - Wallerstein en Suabia , Baviera .

## Biografía
Era hijo del conde Philipp Karl de Oettingen-Wallerstein (1640-1680) y su esposa, la condesa Eberardina Sofía Juliana de Oettingen-Oettingen (1656-1743 en Schillingsfürst ), la hija menor del conde Joaquín Ernesto de Oettingen-Oettingen (1612 - 1659) y su tercera esposa, la condesa  Ana Sofía del Palatinado-Sulzbach (1621-1675). 

## Descendencia
Antonio Carlos de Oettingen-Wallerstein se casó el 24 de enero de 1702 en Neuburg, en el Danubio, con la condesa Maria Inés Magdalena Fugger von Glot (* 21 de octubre de 1680 en Glot; † 17 de junio de 1753 en Augsburgo), hija de Francisco Ernesto Fugger von Kirchberg. Weissenhorn von Glot (1648-1711) y la condesa María Teresa de Oettingen-Katzenstein (1651-1710). [2] Tienen los siguientes hijos: 
- María Teresa Juana Eberardina (* 12 de mayo de 1705 en Wallerstein; † 15 de diciembre de 1771 en Ratisbona), casada el 21 de noviembre de 1752 con Barón Juan Cristóbal von Forster zu Burglengenfeld († 10 de diciembre de 1757)
- Maria Augusta Johanna (* 28 de julio de 1708 en Wallerstein: † 1720)

Ernst Ludwig Notger Ignac (* 21 de octubre de 1709 en Wallerstein: † 1720)
Franz Ernst (* 25 de diciembre de 1713; † 7 de octubre de 1717 en Augsburgo)
Johann Karl Friedrich (* 10 de junio de 1715 en Augsburgo; † 16 de julio de 1744 asesinado en la batalla de Stuttgart), conde de Oettingen-Wallerstein; casado el 13 de agosto de 1741 en Munich con la condesa Maria Anna Josefa Fuger zu Kirchberg (* 21 de mayo de 1719; † 11 de enero de 1784)
Carl Joseph (* 27 de julio de 1716; † 1 de octubre de 1717 en Augsburgo)
Philip Carl Dominic Adam Otto Maria Benedict Anton (* 17 de marzo de 1722 en Augsburgo; † 14 de abril de 1766 en Wallerstein), conde de Oettingen-Wallerstein, casado el 21 de febrero de 1746 en Hohen-Baldern con la condesa Charlotte Juliana von Oettingen-Baldern ( * 25 de octubre de 1728; † 2 de enero de 1791)
- Datos: Q97162313